# Melrakkaslétta
Melrakkaslétta är en slätt i republiken Island.  Den ligger i regionen Norðurland eystra, i den norra delen av landet.
Melrakkaslétta är känd för sin prakt under vår- och sommarnätterna, ett stort antal sjöar och ett rikt fågelliv. I den norra delen av slätten ligger Hraunhafnartangi, Islands nordligaste punkt.